# ロザライン
『ロザライン』（原題：Rosaline）は、2022年制作のアメリカ合衆国のロマンティック・コメディ映画。
ウィリアム・シェイクスピアの戯曲『ロミオとジュリエット』を基にしたレベッカ・セルレ原作のヤングアダルト小説「When You Were Mine」の映画化。ロミオの初恋の相手でジュリエットの従姉妹ロザラインの視点から描かれた作品。

## あらすじ
ロミオの初恋の相手であり、ジュリエットの従姉妹であるロザライン。
しかし、ロミオとジュリエットが出会ったことで二人は恋に落ちてしまう。
ロザラインは二人が結ばれるのを阻止するために様々な策を講じる。

## キャスト
※括弧内は日本語吹替。
- ロザライン：ケイトリン・デヴァー（潘めぐみ）
- ロミオ：カイル・アレン（阿部敦）
- ジュリエット：イザベラ・メルセード（Lynn）
- ジャネット：ミニー・ドライヴァー（原島梢）
- キャピュレット：クリストファー・マクドナルド
- ダリオ：ショーン・ティール（土田大）
- エイドリアン：ブラッドリー・ウィットフォード（玉野井直樹）
- パリス：スペンサー・スティーヴンソン（勝杏里）
- ニコ・ヒラガ
- リュー・テンプル

## 公開
2022年10月14日、アメリカ合衆国ではHuluで、世界ではDisney+で配信された。
2023年5月、ウォルト・ディズニー・カンパニーが動画配信事業における配信作品の整理を行った影響を受ける形で本作品の配信を終了した。その後、同年9月に主要ビデオ・オン・デマンドサービス事業者からセル配信の販売・レンタルという形で本作品のデジタル配信が再開された。日本でも同年12月12日から同様の措置が取られている。